# Джонсон, Ван
Чарлз Ван Делль Джонсон (англ. Charles Van Dell Johnson; 25 августа 1916, Ньюпорт, Род-Айленд — 12 декабря 2008[…], Наяк, Нью-Йорк) — американский актёр, певец и танцор, более известный под именем Ван Джонсон. Один из ведущих актёров Metro-Goldwyn-Mayer послевоенного времени.
Джонсон олицетворял «мальчишек, живших по соседству и попавших на войну», что сделало его популярным в Голливуде в 1940-е и 1950-е года, играл «рыжеволосых, веснушчатых солдат, моряков и пилотов, которые жили на соседней улице» в военных фильмах времён Второй мировой войны и музыкальных фильмах послевоенных лет. Наиболее известен по фильмам: «Тридцать секунд над Токио», «Парень по имени Джо» (англ.), «Последний раз, когда я видел Париж» (англ.) и другие.
До его смерти в 2008 году являлся последним живым представителем звезд «золотого века Голливуда» (англ. Matinée idol, англ.).

## Ранние годы
Чарльз родился в Ньюпорте, штат Род-Айленд, и был единственным ребёнком пенсильванской голландки Лоретты (домохозяйка) и шведа Чарльза И. Джонсона (сантехника, позже — риелтора).
Мать страдала от алкогольной зависимости и умерла, когда Джонсон был ещё ребёнком; с отцом у Чарльза были холодные отношения.

## Карьера
Ван Джонсон выступал в клубах во время учёбы, позже он переехал в Нью-Йорк и участвовал в Бродвейских ревю.
В 1939 году его пригласили в качестве дублёра в «Слишком много девушек» с Люсиль Болл.

### Warner Bros.
Люсиль Болл познакомила его с подборщиком актеров из MGM, однако пробы он провалил; позже не прошёл пробы в Columbia Pictures, зато прошёл в Warner Brothers и получил контракт на $300 в неделю. Для первого фильма в 1942 году («Убийство в большом доме») его волосы и брови покрасили в черный. Джонсон хорошо подходил для фильмов, записываемых тогда компанией Warner Bros.: простодушное американское лицо и простая манера поведения.

### MGM
Вскоре он подписал контракт с Metro-Goldwyn-Mayer. Как и любой актер в MGM, Джонсон посещал лекции по актерству, речи и дикции. У него было несколько небольших ролей в военных картинах, где он играл вместе с Микки Руни. В 40-х годах он снимался в качестве доктора Рендалла Адамса в нескольких фильмах про доктора Геллепси.

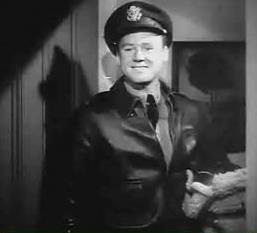
Джонсон в Тридцать секунд над Токио (1944)

Успех к Ван Джонсону пришёл после фильма «Парень по имени Джо» 1943 года со Спенсером Трэйси и Ирен Данн. Во время съёмок данного фильма, Чарльз попал в серьёзную автомобильную аварию, ему пришлось вживлять металлическую пластину в лоб. Пластическая хирургия того времени не могла полностью скрыть шрамы, поэтому Джонсону пришлось использовать тяжёлый грим во время этого и последующих фильмов. Режиссёры фильма хотели заменить Джонсона, но Спенсер Тэйси настаивал на Джонсоне и ему позволили завершить картину. Из-за травмы, Ван Джонсона не взяли в армию, а фильм получил большой успех в прокате и сделал Джонсона звездой кино.
Он постоянно снимался в военных фильмах в качестве солдата, а его популярность приносила в прокате до двух миллионов долларов. В послевоенное время начал сниматься в музыкальных фильмах и являлся очень популярным среди звёзд. В 1945 году Джонсон, вместе с Бингом Кросби вошёл в топ звёзд по версии «Владельцев Национальной ассоциации театров».
Джонсона часто «одалживали» другие компании, так например Columbia пригласила его для «Бунта на „Кейне“» (1954), фильм получил большой успех. Для съемок Джонсон отказался от грима для своих шрамов, считая, что это добавит правдоподобности его герою.
«Последний раз, когда я видел Париж» (1954), был последним фильмом для MGM, после чего был заключен пятилетний контракт с Columbia для выпуска по одному фильму в год. Джонсон сыграл самого себя в «Я люблю Люси», где пел и танцевал с Люсиль Болл.
После 1960-х годов Джонсон снимался в популярных сериалах и даже получил премию Эмми за участие в мини-сериале «Богатый человек, бедный человек» (1976 г.). Также снимался в различных ролях в «Она написала убийство» с Анджелой Ленсбери, «Лодке любви» и других сериалах.

## Личная жизнь
Джонсон женился на актрисе Еве Эбботт в 1947 году на следующий день после её официального развода с Киноном Уинном. В 1948 году родилась дочь Шайлер. Благодаря этому браку у Джонсона было два пасынка Эдмонд Кинан (Нед) и Трейси Кинан Уин.
Джонсон разошёлся с женой в 1961 году, а их развод был завершён в 1968 году. Согласно заявлению его бывшей жены, которое впервые было опубликовано после ее смерти, их брак был спроектирован MGM, чтобы скрыть предполагаемую гомосексуальность Джонсона: "Им нужна была их «большая звезда», нужно было женить его, чтобы подавить слухи о его сексуальных предпочтениях и, к сожалению, я была «этим» — единственной женщиной, на которой он женился«.
Биограф Джонсона Рональд Л. Дэвис написал: «У Ван Джонсона были гомосексуальные наклонности, которые были хорошо известны в кузнице фильмов», но это тщательно скрывалось. Кроме того, исполнительный директор Луи Б. Майер прилагал огромные усилия, чтобы не допустить ни одного потенциального скандала в отношении Джонсона и любого из его друзей-актеров, которых Майер подозревал в гомосексуальных наклонностях.
В отличие от «весёлого» характера на экране, в жизни Джонсон считался мрачным и капризным из-за его трудного детства.

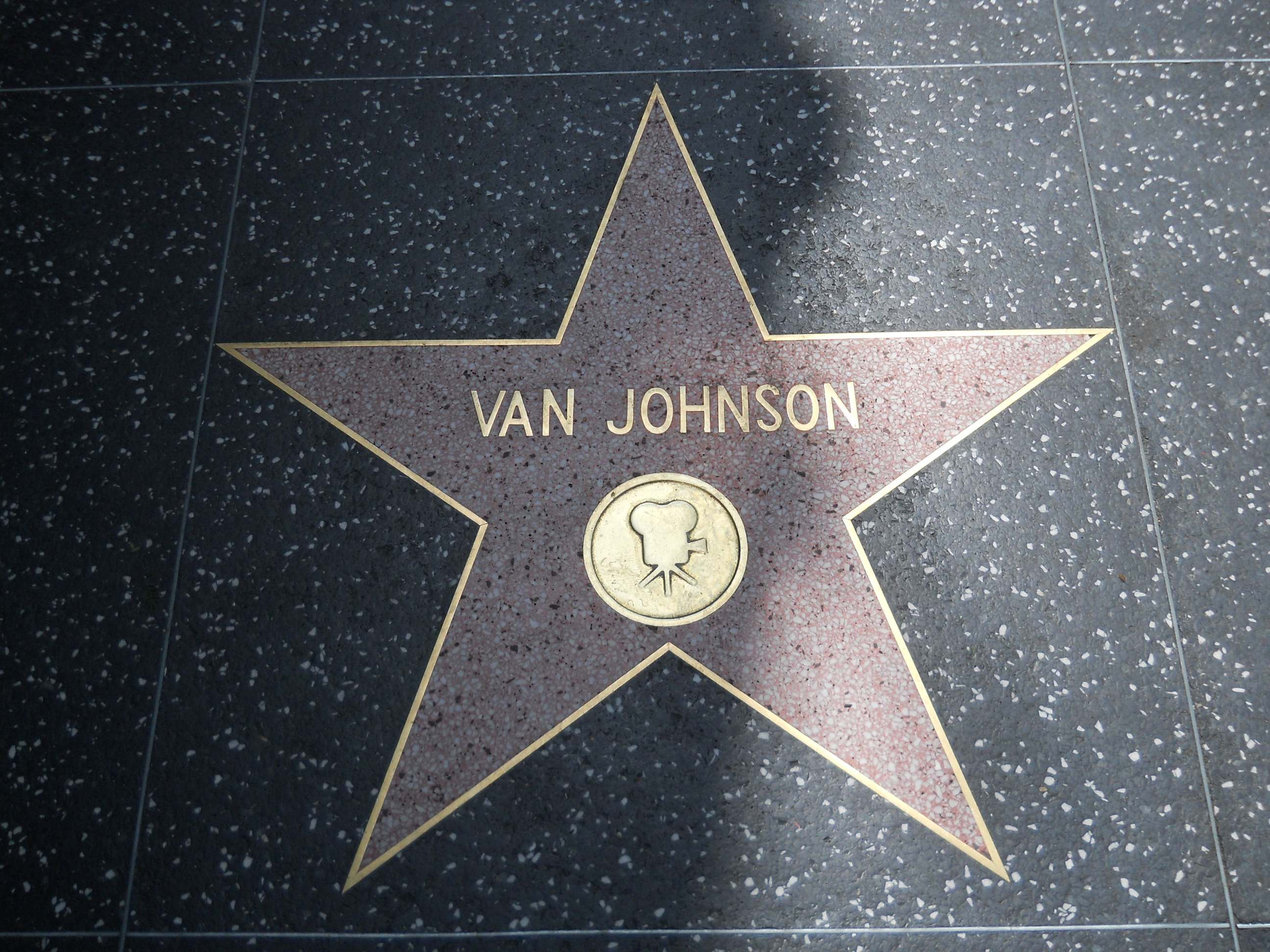
Star on Hollywood Walk of Fame at 6600 Hollywood Blvd.

В конце своей жизни Ван Джонсон жил в Нью-Йорке и умер от естественных причин на 92-м году жизни. Тело было кремировано.

## Фильмография
| Год  | Название                           | Роль                         | Примечание                                                |
| ---- | ---------------------------------- | ---------------------------- | --------------------------------------------------------- |
| 1940 | Слишком много девушек              | Мальчик в хоре #41           | Адаптация Бродвейского мюзикла с Люсиль Болл и Деси Арнас |
| 1942 | Новый помощник доктора Геллепси    | Доктор Рендалл «Ред» Адамс   |                                                           |
| 1943 | Уголовное дело доктора Геллепси    | Доктор Рендалл «Ред» Адамс   |                                                           |
| 1943 | Пилот № 5                          | Эверетт Арнольд              |                                                           |
| 1943 | Парень по имени Джо                | Тед Рендалл                  |                                                           |
| 1944 | Белые скалы Дувра                  | Сэм Беннетт                  |                                                           |
| 1944 | 3 мужчины в белом                  | Доктор Рендалл «Ред» Адамс   |                                                           |
| 1944 | Тридцать секунд над Токио          | Тэд Лоусон                   |                                                           |
| 1945 | Между двумя женщинами              | Доктор Рендалл «Ред» Адамс   |                                                           |
| 1946 | Пока облака плывут                 | Бандит в элитном клубе       |                                                           |
| 1948 | Состояние единства                 | Спайк Макманус               | Альтернативное название: «Мир и его жена»                 |
| 1949 | Мать-первокурсница                 | Профессор Ричард Майклз      | Альтернативное название: «Мама лучше знает»               |
| 1949 | Место преступления                 | Майк Конован                 |                                                           |
| 1949 | Старым добрым летом                | Эндрю Делби Ларкин           | M-G-M мюзикл с Джуди Гарленд                              |
| 1949 | Поле битвы                         | Холли                        |                                                           |
| 1950 | Большое похмелье                   | Девид Мельдон                |                                                           |
| 1954 | Бригадун                           | Джефф Дуглас                 |                                                           |
| 1954 | Последний раз, когда я видел Париж | Чарльз Уиллс                 | по роману Ф. С. Фицджеральда                              |
| 1957 | Клевета                            | Скотт Итан Мартин            |                                                           |
| 1957 | Kelly and Me                       | Len Carmody                  |                                                           |
| 1968 | Твои, мои и наши                   | Уоррент офицер Даррел Харрис | Комедия с Люсиль Болл and Генри Фондой                    |
| 1971 | Глаз паука                         | Профессор Орсон Крюгер       | из серии итальянских фильмов                              |
| 1979 | Спасите Конкорд!                   | Капитан Скотт                |                                                           |
| 1980 | Похищение президента               | Вице-президент Итан Ричардс  |                                                           |
| 1985 | Пурпурная роза Каира               | Ларри Вайлд                  | комедия Вуди Аллена                                       |

| Year       | Title                           | Role               | Notes |
| ---------- | ------------------------------- | ------------------ | --- |
| 1955       | Я люблю Люси                    | Сам себя           | Эпизод: «Танцующая звезда» |
| 1966       | Бетмен                          | Министрель         | Эпизоды: «Вымогательство Министреля» «Барбекю Бетман?» |
| 1968       | Вот Люси                        | Сам себя           | Эпизод: «Угадай кто должен Люси 23,50 долларов?» |
| 1976       | Богатый человек, бедный человек | Марш Гудвин        | Номинация Эмми |
| 1978, 1982 | Лодка любви                     | разные роли        | Эпизод: «Человек из ткани» / «Её собственные две ноги» / «Семья Тони»/«Мюзикл» / «Моя бывшая мама» / «Снег должен продолжаться» / «Пест» / «Моя тетя-воительница» |
| 1982       | Однажды за один раз             | Газ Вебстер        | Эпизод: «Бабушкины яйца из гнезда» |
| 1983       | Не придуманные истории          | Герри Т. Армстронг | |
| 1984-1990  | Она написала убийство           | разные роли        | «Улыбка Ханнингана» / «Угроза кому-нибудь?» / «Удар, побег и убийство»                                                                                            |
| 1988       | Альфред Хичкок представляет     | Арт Беллазко       | Эпизод: «Убийца забирает все» |

## Наследие
Джонсон никогда не был номинирован на премию «Оскар» и в разгар своей карьеры был отмечен, главным образом, за его жизнерадостный характер на экране.
За свой вклад в киноиндустрию Джонсон, имеет звезду на Голливудской аллее славы на 6600 Hollywood Blvd.